# Jessica Raine
Jessica Raine, född Lloyd den 20 maj 1982 i Eardisley, är en brittisk skådespelare. 
Raine studerade vid Royal Academy of Dramatic Art där hon tog examen 2008. Hon är bland annat känd för sin roll som Jenny Lee i tv-serien Barnmorskan i East End, en roll som hon spelade i tre säsonger från 2012 till 2014. Hon har sedan dess medverkat i tv-serier som Partners in Crime (i rollen som Tuppence Beresford), Wolf Hall  och Jericho.
Raine är sedan 2015 gift med skådespelaren Tom Goodman-Hill.

## Filmografi i urval
- 2010 – Robin Hood
- 2012–2014 – Barnmorskan i East End (TV-serie)
- 2012 –  The Woman in Black
- 2013 – Doctor Who (TV-serie)
- 2013 – An Adventure in Space and Time (TV-film)
- 2015 – Wolf Hall (TV-serie)
- 2015 – Partners in Crime (TV-serie)
- 2016 – Jericho (TV-serie)